# Eucinetomorphus trabuti
Eucinetomorphus trabuti is een keversoort uit de familie zwamspartelkevers (Melandryidae). De wetenschappelijke naam van de soort werd in 1918 gepubliceerd door Paul de Peyerimhoff de Fontenelle.